# Sierre Blues Festival
 (mars 2014).
Si vous disposez d'ouvrages ou d'articles de référence ou si vous connaissez des sites web de qualité traitant du thème abordé ici, merci de compléter l'article en donnant les références utiles à sa vérifiabilité et en les liant à la section « Notes et références ».
Le Sierre Blues Festival est un festival de blues lancé en 2011 et qui se tient chaque année dans la ville de Sierre, en Suisse.

## Historique
En 2016, le festival a accueilli Candy Dulfer et Beth Hart, avec une fréquentation de plus de 10 000 spectateurs.
L'édition 2017 accueillera le groupe ZZ Top.